# Hagnagora flavipectus
Hagnagora flavipectus är en fjärilsart som beskrevs av W. Warren 1897. Hagnagora flavipectus ingår i släktet Hagnagora och familjen mätare. Inga underarter finns listade i Catalogue of Life.